# Cantón de Turrubares
Turrubares es el cantón número 16 de la provincia de San José, en Costa Rica. Limita con el cantón de Atenas por el norte, con los cantones de Orotina y  Garabito por el oeste, con el cantón de Parrita por el sur, con el cantón de Puriscal por el este y con el cantón de Mora por el noreste, y cuenta con una extensión territorial de 415,29 km². Su cabecera es San Pablo, con categoría de ciudad. El cantón cuenta con 6.532 habitantes, de acuerdo con la última proyección demográfica del INEC.
El cantón se caracteriza por su riqueza natural dada principalmente por el parque nacional Carara, el cual abarca una gran parte del sur de Turrubares. También se caracteriza por ser uno de los cantones menos poblados de Costa Rica y por estar entre los que tienen menor densidad de población (15,73 hab/km²). Turrubares cuenta con la esperanza de vida más alta del país (85,5 años) y un Índice de Desarrollo Humano de 0,751, clasificado como alto.

## Toponimia
En relación con el nombre del cantón existen dos versiones populares. Una de ellas se refiere a que Turrubares es una palabra de origen indígena, que evolucionó de su forma primitiva Turruraba. 
Turrubara correspondía a un cacique que habitó la región. La otra versión es que el cantón tomó el nombre del río que atraviesa la zona, denominado Turrubares. Cabe indicar que desde la época colonial se conoce con el anterior topónimo, a un cerro de aspecto volcánico, perteneciente a una de las estribaciones de la cordillera de Talamanca.
La nomenclatura de este cantón es oficial en la Comisión Nacional de Nomenclatura, en el Instituto Geográfico Nacional de Costa Rica.
.
Otras fuentes indican que el nombre del cantón proviene del nombre de un cacique que habitó la región durante la época precolombina, Turruraba.

## Historia
Las primeras ocupaciones recordadas de este territorio fueron por indígenas del antiguo Reino Huetar de Occidente, el cual se encontraba encabezado por el cacique Garabito. La región constituía uno de los principales cacicazgos del Reino, encabezada por el cacique Pacaca, el cual gozaba de autonomía que le permitía desarrollarse plenamente, y mantenía un conjunto de aldeas que le eran tributarias. 
Durante la Conquista, el primer español que atravesó la región de Turrubares fue Juan de Cavallón, en 1561. El conquistador atraviesa la región antes de internarse en el Valle Central y de fundar la ciudad de Garcimuñóz. 
En 1601, se realiza la apertura del "Camino de Mulas", una ruta que permitió el comercio de mulas entre Costa Rica y las Ferias de Portobelo, un punto de encuentro de expediciones comerciales provenientes de ambos extremos de los territorios del Reino de España llevado a cabo en Panamá. Turrubares funcionó como un punto de paso. 
En 1840, en el contexto de una organización administrativa del Estado que impulsó el gobierno de Braulio Carrillo Colina, se divide a San José en un total de 26 cuarteles, entre ellos el cuartel de Escazú y Pacaca.  
En la Constitución Política del 30 de noviembre de 1848, se estableció una nueva división política y administrativa, que contempló la nomenclatura de provincias, cantones y distritos parroquiales. De entre los distritos parroquiales del cantón de Escazú y Pacaca, se encontraba el muy pequeño poblado de San Pablo de Puriscal (hoy de Turrubares).
La región fue primeramente poblada, cerca del año de 1850, por habitantes de Tabarcia de Mora, del cantón de Santa Ana, cantón de Escazú, cantón de Atenas, cantón de Heredia y San Antonio de Belén, quienes buscaban las montañas aledañas con el afán de producir en tierras más nuevas y productivas. Entre más campesinos poblaban la región, se forma un pequeño poblado que con el tiempo da base a la construcción de la parroquia de Santiago de Puriscal. 
El 7 de agosto de 1868, se crea el cantón de Puriscal, procedente del cantón de Escazú y Pacaca. Durante este tiempo, San Pablo (Hoy Turrubares) pertenecía al cantón de Puriscal. 
En 1879, durante el episcopado del monseñor Bernardo Augusto Thiel Hoffman, primer obispo de Costa Rica, se construye la primera ermita del actual cantón de Turrubares, consagrada en honor al Apóstol Pablo, que actualmente es sufragánea de la arquidiócesis de San José, de la provincia eclesiástica de Costa Rica. 
El 29 de enero de 1886, en la división escolar publicada en el diario oficial La Gaceta n.º 23, aparece San Pablo como el distrito escolar número tres del cantón de Puriscal.  
En el gobierno de Julio Acosta García, el 30 de julio de 1920, por decreto n.º 56, se le otorgó el título de villa a la población de San Pablo. Bajo el mismo decreto, se creó Turrubares como cantón de la provincia de San José, designándose como cabecera la villa de San Pablo. Turrubares procede del cantón de Puriscal, establecido este último, en ley n.° 20 del 7 de agosto de 1868. 
Mediante la ley n.º 4574 del 4 de mayo de 1970, se promulgó el Código municipal, que en su artículo tercero, le confirió a la villa de San Pablo la categoría de ciudad, por ser la cabecera del cantón. 
La cañería se construyó en 1927 en la segunda administración de Ricardo Jiménez Oreamuno. El alumbrado público eléctrico se instaló en abril de 1970, suministrado por la Municipalidad de Turrubares. 
La escuela se construyó en 1942 en la administración de Rafael Ángel Calderón Guardia, que se denominó escuela San Pablo. El colegio Técnico Profesional Agropecuario de Turrubares inició sus actividades docentes en 1974, en la segunda administración de José Figueres Ferrer. 
El 1° de agosto de 2003, se crea el quinto distrito de Carara, cabecera con categoría de villa al poblado de Bijagual.

## Gobierno local

### Alcaldía
En las elecciones municipales de Costa Rica de 2016, el candidato del Partido Liberación Nacional, Giovanni Madrigal Ramírez, resultó elegido como alcalde con el 42,32% de los votos totales. Los vicealcaldes son Yerlin Quirós Rojas y Jaime Jiménez Vargas, ambos del mismo partido.

### Concejo municipal
El Concejo Municipal de Turrubares está integrado por:
| #                      | Partido                         | Nombre                         |
| Regidores propietarios | Regidores propietarios          | Regidores propietarios         |
| ---------------------- | ------------------------------- | ------------------------------ |
| 1                      | Partido Nueva Generación        | Ana Ivonne Santamaría Monge    |
| 2                      | Partido Unidad Social Cristiana | Mario Alberto Chavarría Chaves |
| 3                      | Partido Liberación Nacional     | Luis Salazar Monge             |
| 4                      | Partido Liberación Nacional     | Dina Pérez Arias               |
| 5                      | Partido Nueva Generación        | Patrick González Quirós        |
| Regidores suplentes    |                                 |                                |
| 6                      | Partido Nueva Generación        | Marisol Sánchez Arias          |
| 7                      | Partido Unidad Social Cristiana | Alberto Chavarría Chaves       |
| 8                      | Partido Liberación Nacional     | Ana Cecilia Jiménez Arias      |
| 9                      | Partido Liberación Nacional     | José Luis González Agüero      |
| 10                     | Partido Nueva Generación        | César Julio Mejía Chaves       |
| Síndicos propietarios  |                                 |                                |
| 11                     | Partido Nueva Generación        | Laura Patricia Tenorio Agüero  |
| 12                     | Partido Unidad Social Cristiana | Mario Campos Brenes            |
| 13                     | Partido Liberación Nacional     | Olga Lidia Madrigal Guadamuz   |
| 14                     | Partido Liberación Nacional     | Ana Patricia Agüero Jiménez    |
| 15                     | Partido Nueva Generación        | Irma Victoria Soto Zúñiga      |
| Síndicos suplentes     |                                 |                                |
| 16                     | Partido Nueva Generación        | Fabio Alexis Arias Sandí       |
| 17                     | Partido Unidad Social Cristiana | Clara González Vargas          |
| 18                     | Partido Liberación Nacional     | Ronald Gerardo Mora Fallas     |
| 19                     | Partido Liberación Nacional     | Wagner Alberto Sandí Arce      |
| 20                     | Partido Nueva Generación        | Roger Calderón Mora            |

La presidencia y vicepresidencia del Concejo municipal es ejercida por los regidores propietarios Ana Ivonne Santamaría Monge, del partido Nueva Generación, y Mario Alberto Chavarría Chaves, del partido Unidad Social Cristiana, respectivamente.
El cantón también cuenta con un Comité Cantonal de Deportes y Recreación (CCDR) y un Comité Cantonal de la Persona Joven (CCPJ).

## Organización territorial
El cantón de Turrubares se compone de cinco distritos, los cuales son:  
- San Pablo
- San Pedro
- San Juan de Mata
- San Luis
- Carara

### Leyes y decretos de creación y modificaciones
- Ley 56 de 30 de julio de 1920 (Creación de este cantón y sus límites con los cantones Orotina, Atenas y Mora, segregado de Puriscal)
- Ley 3016 de 16 de agosto de 1962 (Autoriza al Poder Ejecutivo para fijar límites con Puriscal, para efectos del censo de 1963).
- Decreto Ejecutivo 34 del 19 de septiembre de 1962 (Se fijan límites naturales con el cantón Puriscal, con base al artículo 2° de la Ley 3016 de 16 de agosto de 1962, que dicta puedan establecer límites provinciales, cantonales y distritales)
- Decreto Ejecutivo 16 de 21 de febrero de 1939 (Límites con el cantón Puntarenas, según Ley N.º. 91 de 1 de agosto de 1925)
- Ley 3549 de 20 de noviembre de 1965 (Límites del distrito Jacó con este cantón)
- Ley 4787 de 5 de julio de 1971 (Límites del cantón Parrita con esta Unidad Administrativa)
- Ley 6512 de 25 de septiembre de 1980 (Límites del cantón Garabito, colindante con este cantón)
- Decreto Ejecutivo 31345-G del 1 de agosto del 2003 (Creación del distrito Carara), publicado en el diario La Gaceta, el 26 de septiembre del 2003.

### Cartografía
- Hojas del mapa básico 1:50 000 (IGNCR): Barranca, Candelaria, Herradura, Parrita, Río Grande, Tárcoles.

## Geografía
Cantón de Turrubares cuenta con un área de 416,25 km² y una altitud media de 350 m s. n. m.
La anchura máxima del cantón es de cuarenta kilómetros, en dirección noreste a suroeste, desde la confluencia de los ríos Grande de Tárcoles y Chucás hasta la unión de los ríos Tulín y Turrubares.

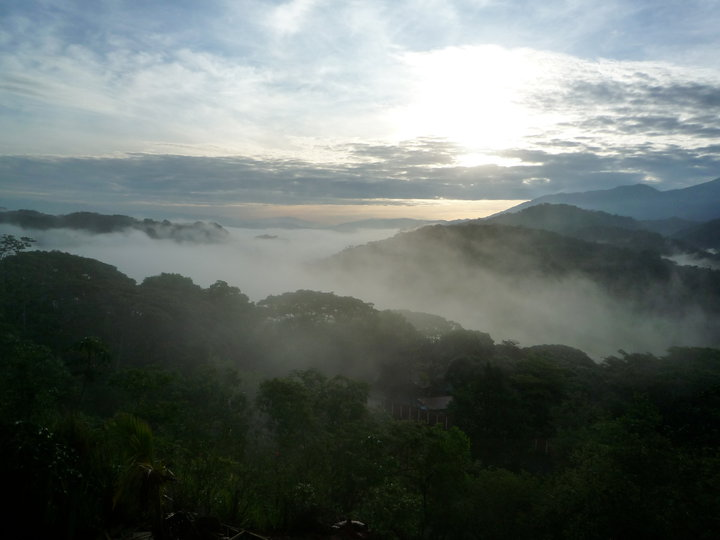
Montañas en parque nacional Carara.

### Geología
El cantón de Turrubares está constituido geológicamente por materiales de los períodos Cretácico, Terciario y Cuaternario; son las rocas volcánicas del Cretácico las que predominan en la región.
Del periodo Cretácico se encuentran rocas de origen volcánico y sedimentario. Las volcánicas están agrupadas bajo el nombre del Complejo de Nicoya, que está compuesto de grauwacas macizas, compactas de color gris oscuro, ftanitas, lutitas ftaníticas, calizas silíceas, afaníticas, lavas con almohadillas y aglomerados de basalto e intrusiones de gabros, diabasas y dioritas; el cual se localiza en la zona comprendida por el poblado de Pavona, las filas Negra y Altos de Carara, el cerro Tronco Negro y Altos Los Sitios. Las rocas sedimentarias del Cretácico Paleoceno corresponden a la formación Tulín, que está compuesta de olivinos, augitas e hiperstenos y basaltos serpentinizado, localizada en el cerro Turrubares.
Entre los materiales del período Terciario, se hallan rocas de origen sedimentario y volcánico. Las sedimentarias de las épocas Eoceno Paleoceno, Mioceno y Plioceno Pleistoceno; que a la primera corresponde la formación Brito, constituida por areniscas calcáreas, margas, areniscas con intercalaciones tobáceas y arcillosas, lutitas tobas y brechas de material volcánico, intercaladas con estratos lutáceos, lutitas pardas con restos de plantas, tobas y brechas fosilíferas, calizas con orbitoides, que se sitúa al sur del cantón en las cercanías de los poblados de San Isidro y Tulín, a la época Mioceno pertenece la formación punta Carballo, que está constituida por areniscas finas, calcáreas, pobremente estratificadas, gris verdosa y fosilíferas en partes, también fragmentos de xilópolo generalmente gris a negra, se localiza entre el poblado de Surtubal y el sitio Limoncito, así como en lomas Entierro; y al Plioceno Pleistoceno corresponde la formación Tivives que es un lahar constituido por bloques de lava, principalmente basálticos de diversos tamaños, distribuidos en una matriz cinerítica, enriquecida, de pómez, en superficie arcillificada, que se sitúa desde villa San Juan Mata hasta el poblado Bajo Juntas. Las rocas volcánicas de la época Mioceno, corresponden a materiales del grupo Aguacate, compuesto principalmente por coladas de andesita y basalto, aglomerados, brechas y tobas, ubicados en la zona norte del cantón, a partir de los poblados de Quebrada Azul y Palmar.
De los materiales del período Cuaternario, se localizan rocas de origen volcánico y sedimentario. Las volcánicas son de las épocas Pleistoceno y Holoceno, que a la primera pertenece a lahares sin diferenciar, los cuales se ubican en una franja desde el sector oeste del poblado Palmar hasta el área norte del de Chirraca; y a la época Holoceno corresponde a edificios volcánicos reciente y actuales y piroclastos asociados, ubicados en el sector aledaño al poblado de Bolsón; así como a materiales Volcánicos, tales como lavas, tobas y piroclastos, situados en las proximidades de ciudad de San Pablo. Las rocas sedimentarias de la época Holoceno, corresponden a Depósitos Fluviales y Coluviales, localizados en la margen este del río Grande de Tárcoles, desde el sector al norte de villa de San Juan Mata, hasta la confluencia del citado río con el de Turrubares; lo mismo que en el curso inferior de los ríos, el citado anteriormente y el  de Turrubaritos y Tulín; así como al norte y noroeste del poblado Montelimar.

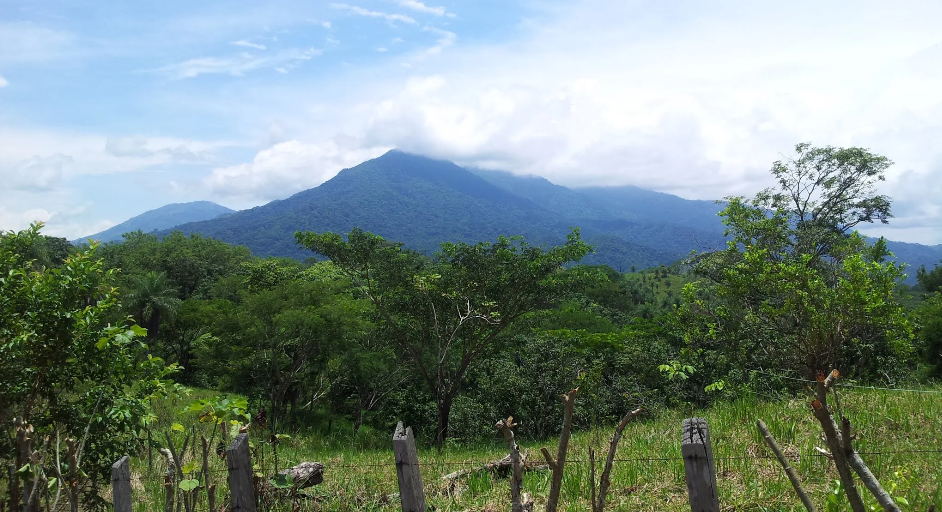
Cerro Turrubares, en San Juan de Mata.

#### Geomorfología
El cantón de Turrubares presenta cinco unidades geomórficas, denominadas forma de origen tectónico y erosivo, de origen volcánico, de denudación, de sedimentación aluvial, y originada por acción intrusiva.
La unidad de origen tectónico y erosivo, está representada por una superficie de erosión alta. Se localiza en la zona comprendida por los poblados Bijagual, El Sur, San Jerónimo y Mata de Plátano y el sector de alto El Encanto. La superficie muestra una concordancia de alturas, lo que sugiere un período de erosión que niveló el área y posteriormente fue cortada por los ríos actuales. Las partes altas muestran un relieve ondulado suave, con valles de laderas de fuerte pendiente. Las cimas son en general de amplitud mediana entre 300 y 500 metros. Esta unidad se compone de rocas sedimentarias y basaltos profundamente meteorizados. Su origen se debe a la estabilidad tectónica, que permitió a la erosión uniformar el relieve, luego un ascenso del mismo aumentó la erosión originando los cortes de los valles.

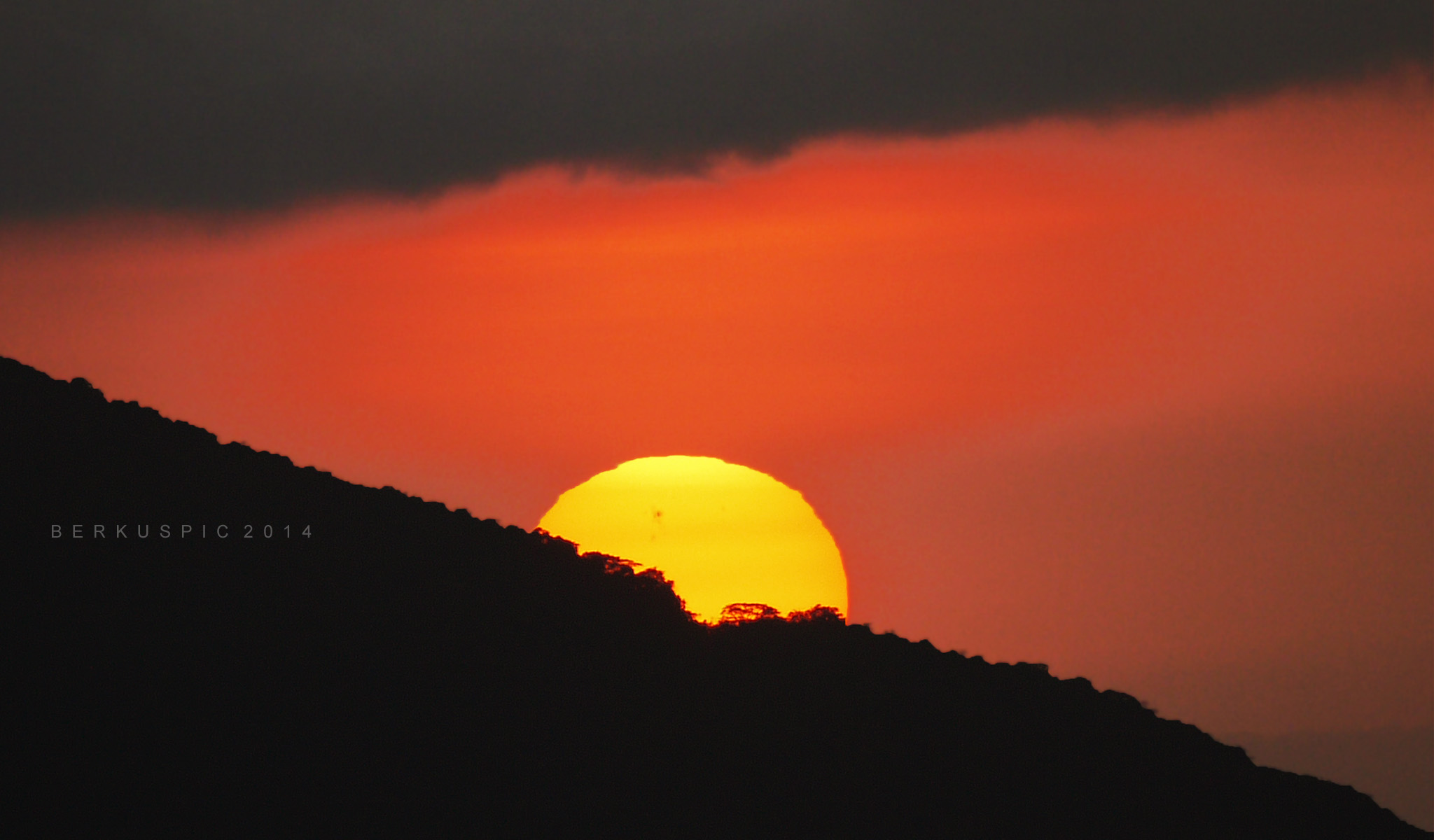
Atardecer en Turrubares.

La unidad de origen volcánico, se divide en tres subunidades, llamadas cerros Turrubares, serranía de laderas de fuerte pendiente y restos de topografía plana formados por ignimbritas. La subunidad cerro Turrubares, se caracteriza por sus ríos y quebradas, que originan una topografía de fuertes pendientes, con interfluvios no muy anchos, menos de 100 metros, las pendientes más frecuentes son de 20°; está compuesta por rocas de tipo ígneo, encontrándose lavas y otras rocas volcánicas, así como rocas intrusivas; su forma actual se debe a la erosión fluvio denudativa. La subunidad serranía de laderas de fuerte pendiente, está situada en las márgenes del río Camarón, el sector aledaño al poblado de Purires, al sureste de villa de San Pedro, y próximo al límite del cantón, así como al norte del mismo, en las márgenes del río Grande de Tárcoles, la cual está formada por laderas de fuerte pendiente, caracterizada por la facilidad de sus terrenos a originar deslizamientos; se compone principalmente de rocas volcánicas, aunque también hay sedimentarias, las primeras en su gran mayoría están profundamente meteorizadas lo que favorece los deslizamientos; su origen se debe a la erosión de las anteriores rocas. La subunidad restos de topografía plana formados por ignimbritas, se encuentra en el sector aledaño a ciudad de San Pablo y al poblado de Bolsón.
La unidad de denudación originada en rocas ígneas, se manifiesta en las serranías y valles profundos del Complejo de Nicoya, la cual se ubica en los cerros Tronco Negro y Montañas de Jamaica, así como en fila Negra. La unidad presenta un relieve constituido por laderas de pendientes muy fuerte entre 20° y 30°, con divisorias de aguas muy angostas, los fondos de los valles son angostos: del ancho de las quebradas. Las rocas corresponden al Complejo de Nicoya principalmente basaltos, asociados a pedernales y radiolaritas. La erosión ha actuado principalmente sobre rocas del citado complejo, dejando a estas serranías en un estado de denudación extrema.
La unidad de sedimentación aluvial, se divide en tres subunidades llamadas Terraza de Esparza y Orotina, Planicie Aluvial del Río Grande de Tárcoles, y Planicie Aluvial del río Tusubres. La subunidad Terraza de Esparza y Orotina, se encuentran en el sector aledaño a villa San Juan de Mata, así como al suroeste de la misma; constituye una superficie plana ondulada, de amplias divisorias, compuestas de rocas de las formaciones Punta Carballo, Tivives y Orotina, en esta última son ignimbritas y originan terrenos arcillosos, la génesis de la subunidad es compleja. En un principio existía la Formación Punta Carballo, la cual fue reducida a casi una llanura, luego ocurrió la depositación de las otras formaciones y posteriormente al proceso erosivo la transformó a su forma actual. La subunidad Planicie Aluvial del Río Grande de Tárcoles, se ubica en la margen del curso inferior del río Turrubares. La subunidad Planicie Aluvial del río Tusubres, se localiza al sur del poblado de Mata de Plátano.
La unidad originada por acción intrusiva, está representada por los Cerros del Rayo. Está constituida de varias colinas de laderas con fuerte pendiente. Muchos de los cerros aislados que componen el conjunto de la unidad son en realidad antiguos conos volcánicos. Esta unidad se compone de rocas volcánicas, como lavas, tobas y aglomerados generalmente de composición andesítica basáltica, la mayor parte de ellas se encuentran afectadas por fuerte acción hidrotermal silicificante que es la característica de la unidad. Su origen se debe al efecto de la mencionada acción, causada por masas intrusivas profundas, sobre rocas y formas volcánicas que han sido en parte preservadas de la erosión, por la dureza adquirida por la mineralización silícea.

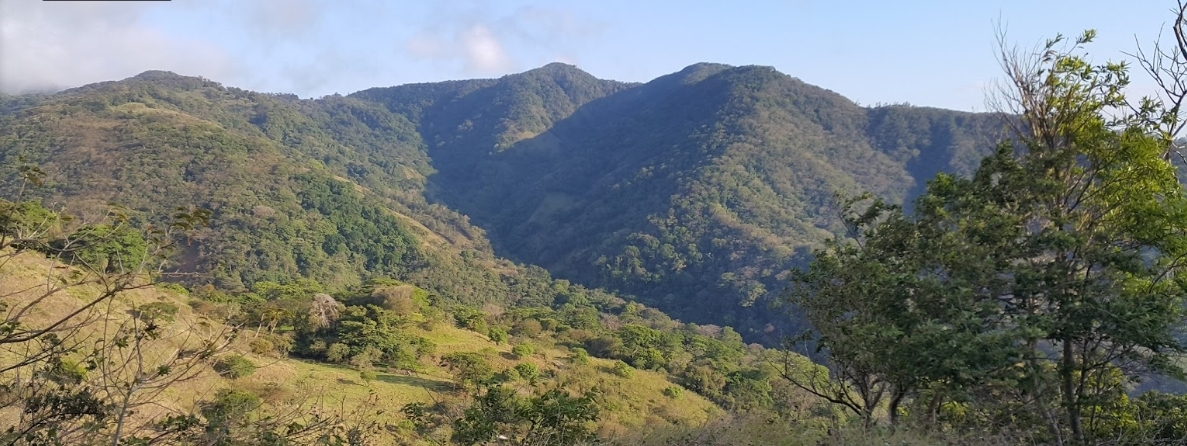
Montañas en San Luis de Turrubares.

### Hidrografía
El sistema fluvial del cantón de Turrubares, corresponde a la vertiente del Pacífico, el cual pertenece a las cuencas de los ríos Grande de Tárcoles y Tusubres.
La primera es drenada por los ríos Grande de Tárcoles al que se le unen los ríos Chucás, Carara con su afluente el río del Sur, Turrubares con sus tributarios los ríos Camarón, San José y Turrubaritos; así como las quebradas La Plata, Limón y Los Ángeles. Los ríos Carara, Camarón, Turrudaritos y las quebradas, nacen en la región, en las laderas de los cerros de Turrubares y Cruz. Los cursos de agua presentan un rumbo de noreste a suroeste. Los ríos Grande de Tárcoles, Carara, Chucás y San José son límites cantonales; el primero con Atenas y Orotina de la provincia de Alajuela, y Garabito de la provincia de Puntarenas; el segundo con este último cantón; el tercero con Mora; y el último con Puriscal.

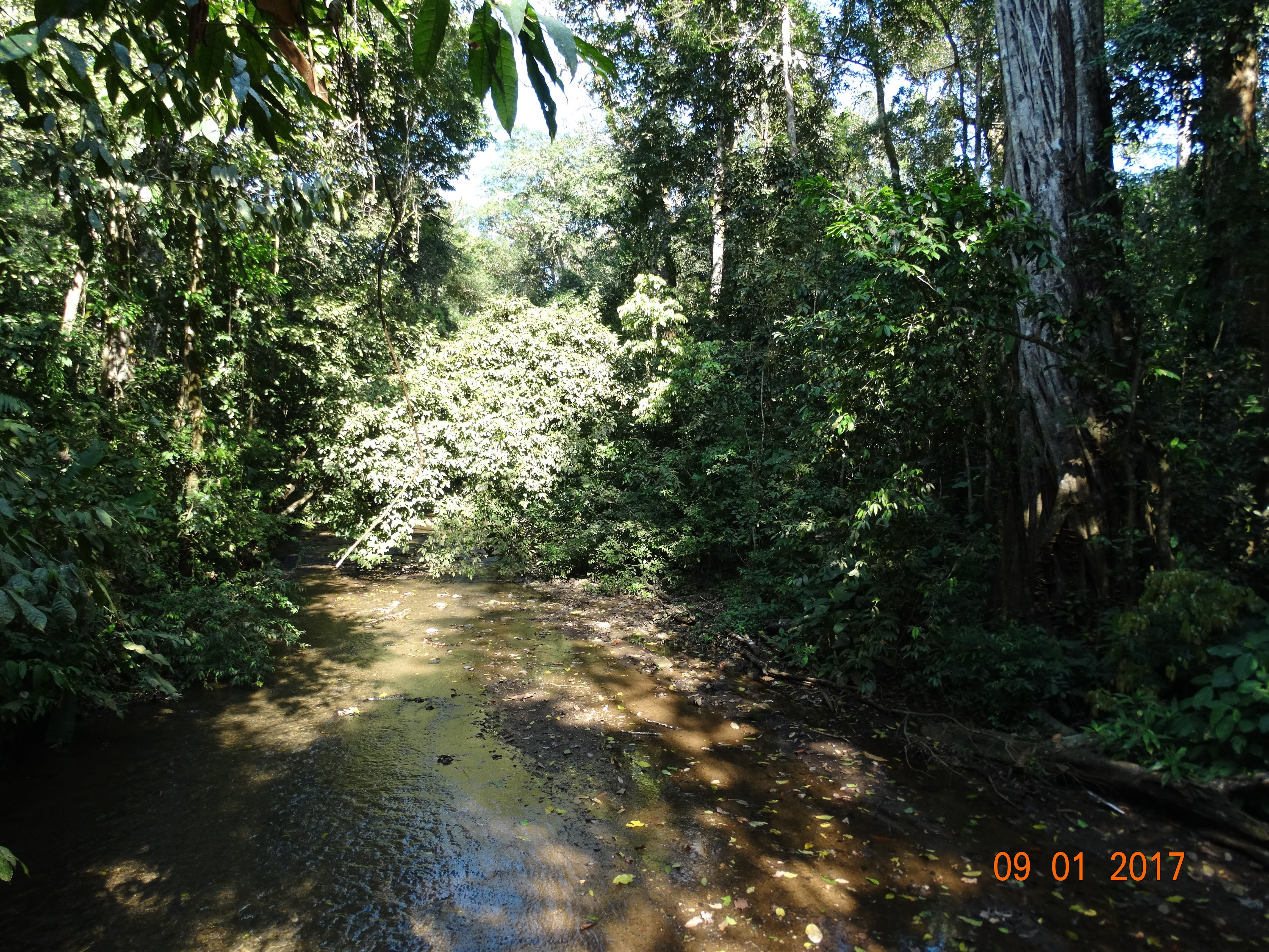
Río en parque nacional Carara

La cuenca del río Tusubres es irrigada por el río Tulín y sus tributarios los ríos Galán, Negro y Turrubaritos, este último nace con el nombre de quebrada Turrubaritos, y se le unen los ríos San Francisco y Seco. El río Tulín junto con el Turrubaritos dan origen al río Tusubres. Los cursos de agua, excepto el río Tulín, nacen en la región, en la ladera de las filas Alto de Carara y Negra. Los ríos Tulín, Galán y Seco son límites cantonales, los dos primeros con Puriscal y el último con Garabito de la provincia de Puntarenas.

## Demografía
Para el año 2022, Cantón de Turrubares cuenta con una población estimada de 6173 habitantes, y para el último censo efectuado, en 2011, Cantón de Turrubares contaba con una población de 5512 habitantes.
De acuerdo al Censo Nacional del 2011, la población del cantón era de 5 512 habitantes, de los cuales, el 4,5% nació en el extranjero. El mismo censo destaca que había 1 679 viviendas ocupadas, de las cuales, el 44,9% se encontraban en buen estado y había problemas de hacinamiento en el 3,5% de las viviendas. El 13,4% de sus habitantes vivían en áreas urbanas. Además, la escolaridad promedio alcanza los 6,4 años.
El mismo censo detalla que la población económicamente activa se distribuye de la siguiente manera:
- Sector Primario: 32,9%
- Sector Secundario: 13,0%
- Sector Terciario: 54,1%

De acuerdo con el Atlas de Desarrollo Humano Cantonal de Costa Rica 2016, el cantón cuenta con una esperanza de vida de 85,0 años (la más alta del país) y una alfabetización del 95,4%. De acuerdo con las proyecciones del INEC del 2016, el cantón cuenta con una población de 6 532 habitantes (la más baja del país).

## Infraestructura

### Vías de comunicación
La principal vía de comunicación del cantón de Turrubares es la ruta nacional n.º 137, que inicia en el este del distrito de San Pablo y continúa hasta el cantón de Atenas, siendo esta la principal vía de acceso al cantón. Otra ruta importante es la ruta nacional n.º 319, que comunica a San Pablo con los distritos de San Pedro, San Juan de Mata y Carara.

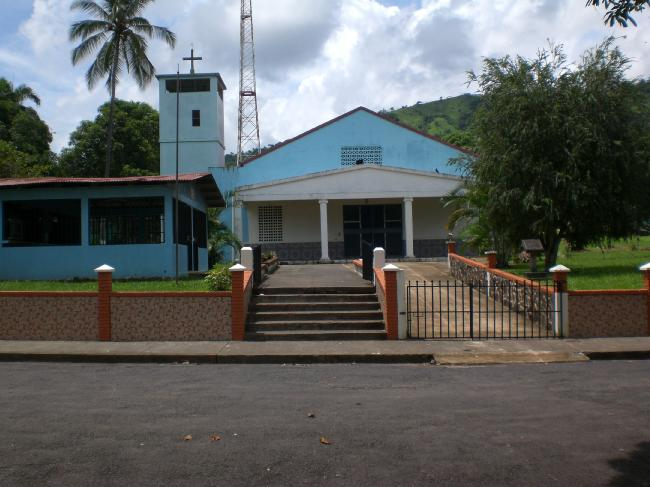
Iglesia de San Pablo Apóstol, en San Pablo.

### Iglesias

#### Parroquia de San Pablo Apóstol
La parroquia de San Pablo Apóstol se ubica en el centro del distrito de San Pablo, y fue consagrada en honor al Apóstol Pablo. Fue construida en 1879. Durante el episcopado de monseñor Bernardo Augusto Thiel, segundo obispo de Costa Rica, en el año de 1897, se erigió la parroquia que actualmente es sufragánea de la arquidiócesis de San José, de la provincia eclesiástica de Costa Rica.

#### Otras iglesias y capillas
- Iglesia de San Pedro, localizada en el distrito de San Pedro y consagrada en honor al Apóstol Pedro.
- Iglesia de San Juan de Mata, localizada en el distrito de San Juan de Mata y consagrada en honor a Juan de Mata.

## Cultura

### Símbolos

#### Escudo
El escudo del cantón de Turrubares se conforma en dos áreas: El área superior representa a la justicia por medio de un personaje que sujeta una balanza y la espada de la verdad, además es ciega, lo que significa que se administra sin distingos de ninguna especie. El área inferior representa a la tradición de la ganadería y agricultura de los habitantes del cantón por medio de un campo con un huerto y vacas. 
Tiene una forma adoptada que fue generalizada en España en el siglo XVIII, y ello se debe a que es la misma figura empleada en la colección de escudos provinciales. El color rojo en la bordadura que rodea el campo del escudo, simboliza la pertenencia del Cantón a la provincia, esto debido a que el escudo de la provincia también lleva impreso este color.

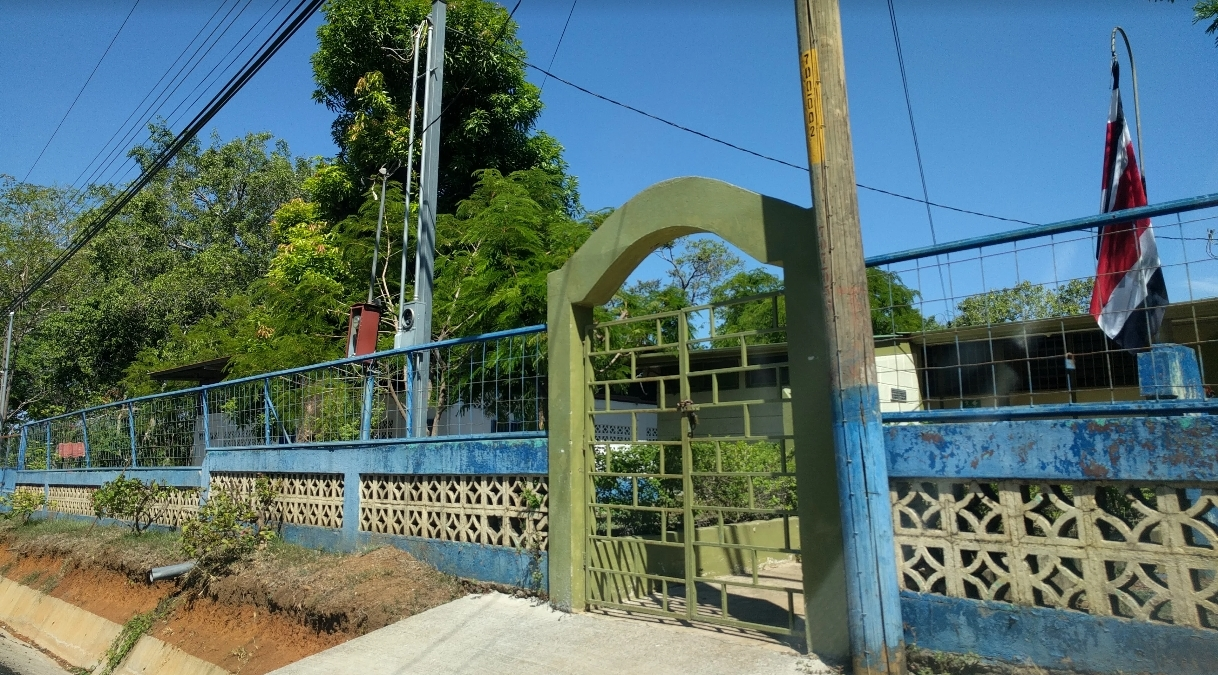
Escuela Mauro Fernández Acuña en San Juan de Mata.

### Educación

#### Escuelas
- Escuela Marcos Pérez
- Escuela de Colonia San Francisco
- Escuela de Colonia de Paso Agres
- Escuela de La Pita
- Escuela de Potenciana Arriba
- Escuela Mauro Fernández Acuña
- Escuela Monterrey
- Escuela de Purires
- Escuela de Quebrada Azul
- Escuela de San Pablo
- Escuela Dr. Clodomiro Picado Twight
- Escuela de San Rafael
- Escuela de Lagunas
- Escuela de San Luis
- Escuela de El Pital
- Escuela de El Barro
- Escuela de La Angostura
- Escuela de El Galán
- I.D.A. Bijagual
- Escuela José Salazar Zúñiga
- Escuela de El Sur
- Escuela de La Esperanza
- Escuela Rogelio Quirós Valverde
- Escuela de Las Delicias
- Escuela de Montelimar
- Escuela de San Antonio
- Escuela de San Isidro
- Escuela de San Gabriel
- Escuela de Fila Negra
- Surtubal

#### Colegios, liceos e institutos
- Colegio Técnico Profesional (C.T.P.) de Turrubares
- Telesecundaria de El Llano
- Liceo Coronel Manuel Argüello
- Liceo Rural de San Antonio

### Sitios de interés
- Parque Nacional Carara
- Parroquia de San Pablo Apóstol
- Zona Protectora de los Cerros de Turrubares
- Cazira (reserva privada)
- Arbofilia (asociación con reservas privadas)